# Thomas Einsingbach
Thomas Einsingbach (* 1957 in Mainz) ist ein deutscher Autor von physiotherapeutischer Fachliteratur und Kriminalromanen.

## Leben
Nach seiner Ausbildung zum Physiotherapeuten an der Orthopädischen Universitätsklinik in Frankfurt am Main (1977–1979) und einem Arbeitsaufenthalt in einer Rehabilitationsklinik der Kaiser-Foundation in Vallejo (Kalifornien), unweit von San Francisco (1983), gründete er die RehaGym-Gruppe mit Physiotherapie- und Reha-Einrichtungen im Südwesten Deutschlands. 1996 bis 2000 war Einsingbach daneben als Berater für die Einrichtung sportmedizinischer Abteilungen im Profi-Fußball der Volksrepublik China tätig. In dieser Zeit veröffentlichte er zusammen mit namhaften Autoren medizinische Fachliteratur, die in mehrere Sprachen übersetzt wurde.
Nach 2012 zog sich Einsingbach aus dem Geschäftsleben zurück und widmete sich belletristischen Projekten. Sein Roman-Debüt City Hearts erschien 2014 im Schimmelzweig-Verlag in Karlsruhe. Seit 2016 ist Einsingbach Autor beim Mitteldeutschen Verlag in Halle. Auf Bangkok Rhapsody (2016) folgten inzwischen vier weitere Asian-Crime-Romane um den Ex-FBI-Agenten William LaRouche.
Seit 2019 werden die Werke dieser Reihe gemeinsam von Einsingbach und seiner thailändischen Frau Sirirat Wilunpan geschrieben. Das Ehepaar lebt mittlerweile im Wechsel in Karlsruhe und Bangkok.

## Veröffentlichungen

### Medizinische Publikationen (Auswahl)
- Sportphysiotherapie und Rehabilitation (zusammen mit Armin Klümper und Lutz Biedermann). Stuttgart/New York: Thieme Verlag, 1988. 2. Auflage 1992. ISBN 978-3-13-711101-6
- PNF in Orthopädie und Traumatologie auf der Grundlage der Trainingslehre. München: Pflaum Verlag, 1988. ISBN 978-3-7905-0532-0.
- Muskuläres Aufbautraining in der Krankengymnastik und Rehabilitation (unter Mitarbeit von Holger Lehmacher). München: Pflaum Verlag, 1990. ISBN 978-3-7905-0574-0.
- Funktionelle Ausgleichsgymnastik. Ein Konzept gegen Alltagsstreß und Überlastungsschäden (zusammen mit Thomas Wessinghage). München: Pflaum Verlag, 1993. 2. Auflage 2005. ISBN 978-3-7905-0919-9.

### Romane
- City hearts. Schlaflos in Karlsruhe. Karlsruhe: Schimmelzweig-Verlag, 2014. ISBN 978-3-9816124-0-0.
- Bangkok Rhapsody. Thriller. Halle: Mitteldeutscher Verlag, 2016. ISBN 978-3-95462-709-7.
- Asian Princess. Thriller. Halle: Mitteldeutscher Verlag, 2017. ISBN 978-3-95462-805-6.
- Siam Affairs. Thriller (zusammen mit Sirirat Wilunpan). Halle: Mitteldeutscher Verlag, 2019. ISBN 978-3-96311-121-1.
- Geständnis eines Hochbegabten. Roman. Halle: Mitteldeutscher Verlag, 2022. ISBN 978-3-96311-615-5.
- Silk Mystery. Bangkok-Thriller (zusammen mit Sirirat Wilunpan). Halle: Mitteldeutscher Verlag, 2023. ISBN 978-3-96311-830-2.
- Blood Money. Thailand-Krimi (zusammen mit Sirirat Wilunpan). Halle: Mitteldeutscher Verlag, 2025. ISBN 978-3-689-48002-8.

## Belege
1. ↑  Thomas Einsingbach. Über den Autor. In: Amazon (online).
2. ↑  William LaRouche ermittelt. In: Mitteldeutscher Verlag (online).
3. ↑   Thomas Einsingbach. Lebenslauf. In: Loveley Books (online).

| Personendaten    | Personendaten                                                       |
| ---------------- | ------------------------------------------------------------------- |
| NAME             | Einsingbach, Thomas                                                 |
| KURZBESCHREIBUNG | deutscher Autor von medizinischer Fachliteratur und Kriminalromanen |
| GEBURTSDATUM     | 1957                                                                |
| GEBURTSORT       | Mainz                                                               |